# Meroglossa striaticeps
Meroglossa striaticeps là một loài Hymenoptera trong họ Colletidae. Loài này được Friese mô tả khoa học năm 1924.